# 西班牙广场 (马德里)

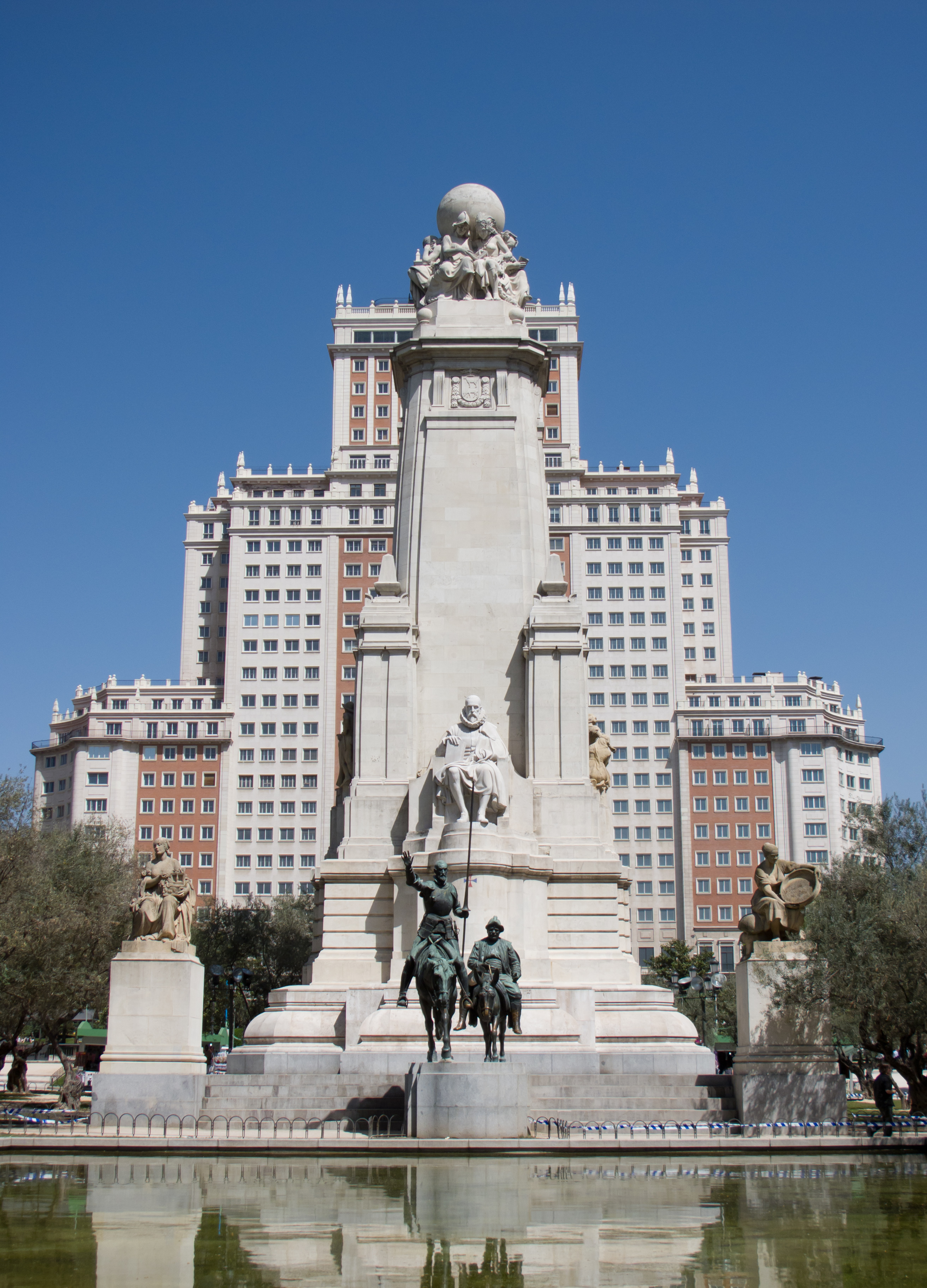
西班牙广场

西班牙广场（Plaza de España）是西班牙马德里市中心的一个大型广场和热门旅游目的地，位于格兰大道（Gran Vía）的西端。马德里王宫在广场南面不远处。
西班牙广场的中心是米格尔·德·塞万提斯纪念碑，包括上方的塞万提斯石雕，前方的堂吉诃德和桑丘·潘沙铜像，以及代表堂吉诃德真爱的两尊石像：平凡的村姑阿尔东沙·罗任索和想象中美丽的杜尔西内娅·台尔·托波索。大部分修建于1925年到1930年，1957年完成。

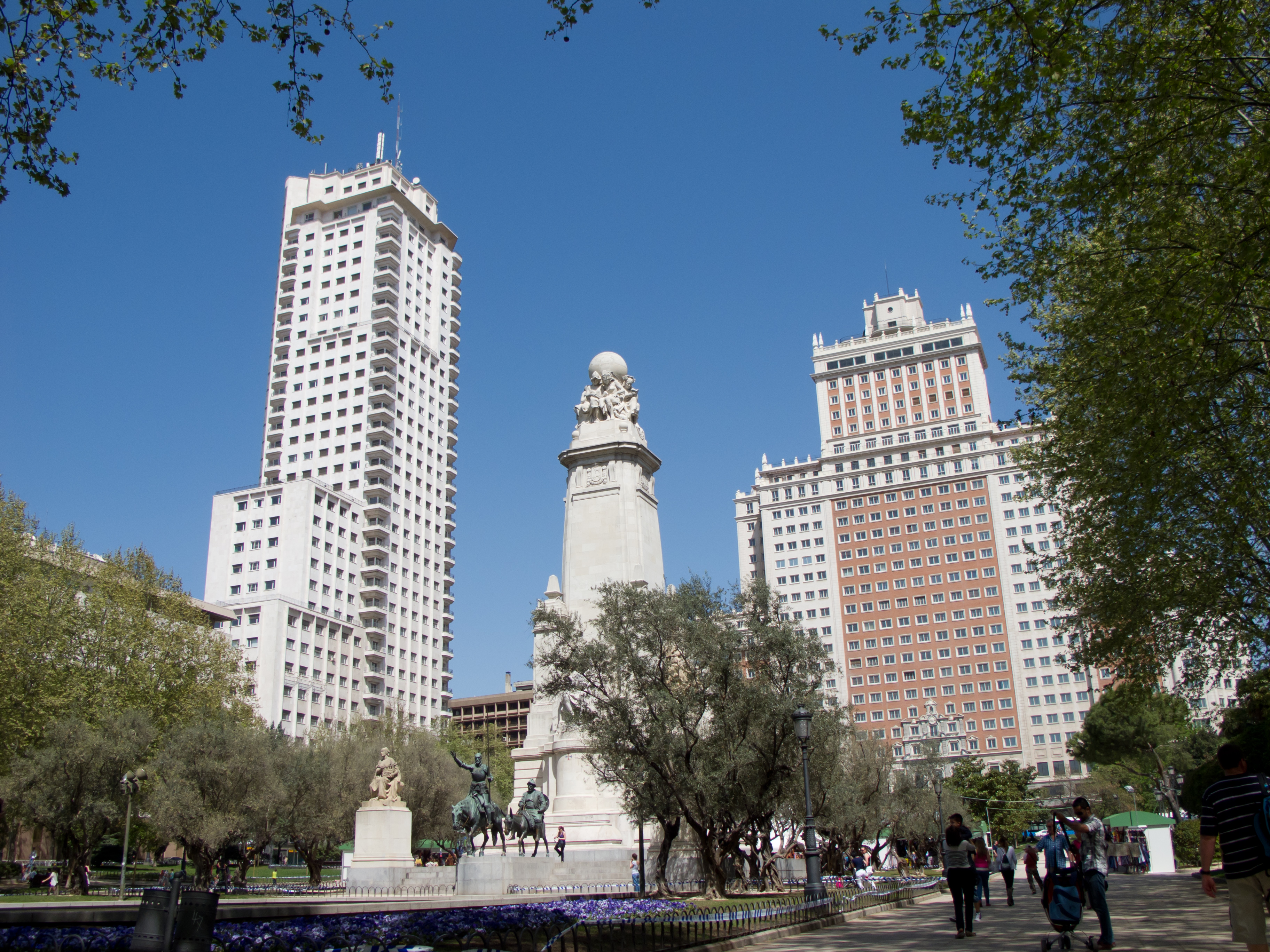
马德里塔（左侧）、塞万提斯纪念碑（中央）和西班牙大楼（右侧）

广场上有马德里最高的两座建筑：142米高的马德里塔（Torre de Madrid，建于1957年）和117米高的西班牙大廈（Edificio España，建于1953年）。

## 交通
地铁的西班牙广场站位于广场的东部，3号线和10号线经过此站。

## 历史

《1808年5月3日的枪杀》，弗朗西斯科·戈雅描绘在该广场发生的枪杀事件

1808年，这里是普林西皮奥山的一部分，法国行刑队在此枪杀5月2日起义的参与者。